# Acrobatidae
Acrobatidae là một họ động vật có vú trong bộ Hai răng cửa. Họ này được Aplin miêu tả năm 1987.

## Hình ảnh

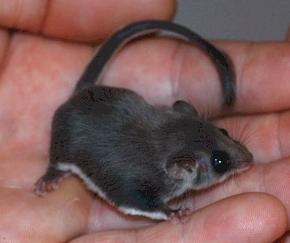
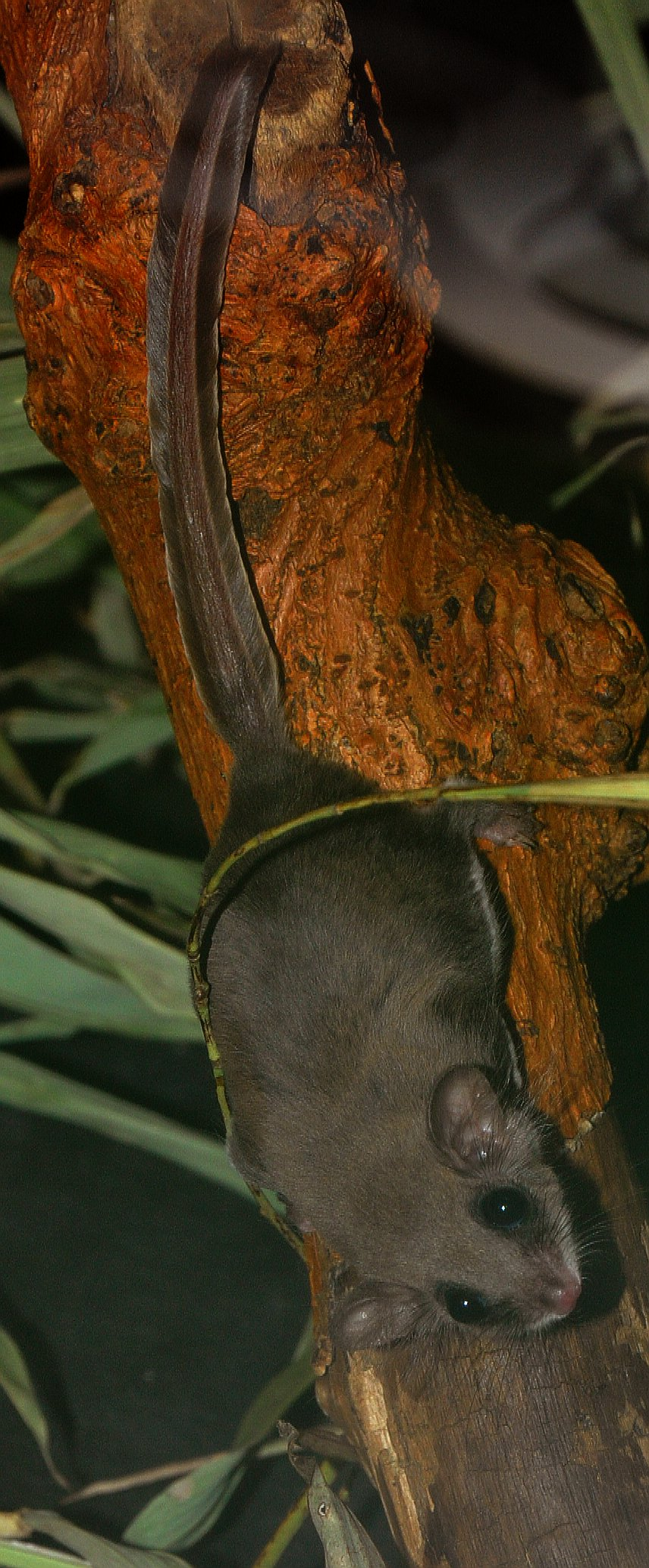

## Phân loại
Họ này có 2 chi đơn loài:
- Họ Acrobatidae
  - Chi Acrobates
    - Acrobates pygmaeus

  - Chi Distoechurus
    - Distoechurus pennatus